# ジャニー・シカズウェ
ジャニー・シカズウェ（英: Janny Sikazwe, 1979年5月26日 - ）は、ザンビア・カピリ・ムポシ出身の元サッカー審判員。
2007年に国際サッカー連盟 (FIFA) に国際審判員として登録されたが、2008年のCOFUSA U-20チャレンジカップで体力テストに不合格となった他の審判員の代理として招集され、以降多くの国際試合を担当している。
アフリカネイションズカップ2015担当後、FIFAクラブワールドカップ2016・決勝で主審を務めたが、すでに警告を受けていたレアル・マドリードのセルヒオ・ラモスが鹿島アントラーズの金崎夢生を倒したプレーに対し一度はカードに手をかけながら最終的にはカードを提示せず、物議を醸した。アフリカネイションズカップ2017決勝や2018 FIFAワールドカップでも笛を吹いた。
2018年11月20日に行われたCAFチャンピオンズリーグ準決勝・エスペランス対デ・アゴストの第2戦を担当したが、汚職の疑いでCAF懲戒委員会によって暫定的に資格停止された。
2022年1月12日のアフリカネイションズカップ2021・マリ代表対チュニジア代表戦では85分に試合終了のホイッスルを吹いた。その後試合は再開されたものの、89分に試合終了の笛が再び吹かれた。試合中にVARの介入やレッドカードもあったため、三度再開しようとした折にはビハインドであったチュニジア代表側が既にシャワールームに入っていたため試合が再開できずにマリ代表の勝利が確定した。そのマリ代表の得点もペナルティキックのみの1-0であり、大きな物議を醸した。この試合については熱中症と脱水症状に陥っていたために時計を読み間違えたのが原因であると審判部は説明しており、彼はそのまま病院へ搬送された。

## FIFAワールドカップ
| 2018 FIFAワールドカップ・ロシア | 2018 FIFAワールドカップ・ロシア | 2018 FIFAワールドカップ・ロシア | 2018 FIFAワールドカップ・ロシア |
| 日程                            | 試合                            | 会場                            | ラウンド                        |
| ------------------------------- | ------------------------------- | ------------------------------- | ------------------------------- |
| 2018年6月18日                   | ベルギー – パナマ               | ソチ                            | グループステージ                |
| 2018年6月28日                   | 日本 – ポーランド               | ヴォルゴグラード                | グループステージ                |

| 2022 FIFAワールドカップ・カタール | 2022 FIFAワールドカップ・カタール | 2022 FIFAワールドカップ・カタール | 2022 FIFAワールドカップ・カタール |
| 日程                              | 試合                              | 会場                              | ラウンド                          |
| --------------------------------- | --------------------------------- | --------------------------------- | --------------------------------- |
| 2022年11月23日                    | ベルギー – カナダ                 | ライヤーン                        | グループステージ                  |